# Eccellenza Calabria 2022-2023
Il campionato italiano di calcio di Eccellenza regionale 2022-2023 è stato il trentaduesimo torneo organizzato in Italia. Rappresenta il quinto livello del calcio italiano.

## Stagione

### Formula
Sedici squadre in un girone all'italiana andata e ritorno per un totale di trenta partite. Dopodiché, mentre la prima classificata sarà promossa in Serie D, si effettueranno i play-off tra la seconda e la quinta classificata, (seconda contro quinta e terza contro quarta), in turno unico in casa della migliore classificata. Le vincenti si sfideranno in finale, sempre in casa della migliore classificata. Per quanto riguarda i play-out, si sfideranno le squadre classificate tra il 12º e il 15º posto, (12ª contro 15ª e 13ª contro 14ª), in gara unica in casa della migliore classificata: le due perdenti retrocederanno in Promozione 2023-2024

## Squadre partecipanti
| Club                       | Città                                          | Stadio                        | Stagione precedente                                |
| -------------------------- | ---------------------------------------------- | ----------------------------- | -------------------------------------------------- |
| A.S.D. Bocale Calcio Admo  | Reggio Calabria (Bocale) e Melito di P.S. (RC) | Stadio Campoli                | 8º posto in Eccellenza                             |
| A.P.D. Brancaleone         | Brancaleone (RC)                               | Stadio comunale Borrello      | 1º posto in Promozione/B, promossa                 |
| A.S.D. Città di Acri 2020  | Acri (CS)                                      | Stadio Pasquale Castrovillari | 5º posto in Eccellenza                             |
| A.S.D. Gallico Catona 2018 | Reggio Calabria (Gallico e Catona)             | Stadio Giuseppe Lopresti      | 9º posto in Eccellenza                             |
| A.S.D. Gioiese 1918        | Gioia Tauro (RC)                               | Stadio Pasquale Stanganelli   | 2º posto in Promozione/B, promossa dopo i play-off |
| U.S. A.S.D. Gioiosa Jonica | Gioiosa Jonica (RC)                            | Stadio Comunale               | 11º posto in Eccellenza                            |
| F.C. Isola Capo Rizzuto    | Isola Capo Rizzuto (KR)                        | Stadio Sant'Antonio           | 14º posto in Eccellenza                            |
| A.C.D. Morrone             | Cosenza                                        | Centro sportivo Morrone       | 4º posto in Eccellenza                             |
| U.S.D. Paolana             | Paola (CS)                                     | Stadio Eugenio Tarsitano      | 3º posto in Eccellenza                             |
| N.S.D. Promosport          | Sant’Eufemia di Lamezia Terme (CZ)             | Stadio comunale Rocco Riga    | 1º posto in Promozione/A, promossa                 |
| A.S.D. ReggioMediterranea  | Reggio Calabria (Ravagnese)                    | Stadio Parco Longhi Bovetto   | 2º posto in Eccellenza                             |
| Rende Calcio 1968          | Rende (CS)                                     | Stadio Marco Lorenzon         | 17º posto in Serie D/I, retrocessa                 |
| U.S.D. Scalea Calcio 1912  | Scalea (CS)                                    | Stadio Domenico Longobucco    | 7º posto in Eccellenza                             |
| A.S.D. Sersale Calcio 1975 | Sersale (CZ)                                   | Stadio Ferrarizzi             | 6º posto in Eccellenza                             |
| A.G.S.D. Soriano 2010      | Soriano Calabro (VV)                           | Stadio Alexandra Primerano    | 10º posto in Eccellenza                            |
| A.S.D. StiloMonasterace    | Stilo (RC) e Monasterace (RC)                  | Stadio Guido Mesiti           | 12º posto in Eccellenza                            |

## Classifica finale
|  | Pos. | Squadra             | Pt | G  | V  | N  | P  | GF | GS | DR  |
|  | ---- | ------------------- | -- | -- | -- | -- | -- | -- | -- | --- |
|  | 1.   | Gioiese             | 71 | 30 | 22 | 5  | 3  | 51 | 19 | +32 |
|  | 2.   | Promosport          | 58 | 30 | 16 | 10 | 4  | 54 | 28 | +26 |
|  | 3.   | Brancaleone         | 54 | 30 | 15 | 9  | 6  | 39 | 25 | +14 |
|  | 4.   | Scalea              | 54 | 30 | 16 | 6  | 8  | 42 | 33 | +9  |
|  | 5.   | Reggiomediterranea  | 47 | 30 | 13 | 8  | 9  | 56 | 36 | +20 |
|  | 6.   | Isola Capo Rizzuto  | 43 | 30 | 13 | 4  | 13 | 53 | 46 | +7  |
|  | 7.   | Stilo Monasterace   | 41 | 30 | 12 | 5  | 13 | 36 | 38 | -2  |
|  | 8.   | Paolana             | 41 | 30 | 12 | 5  | 13 | 48 | 43 | +5  |
|  | 9.   | Morrone Cosenza     | 40 | 30 | 11 | 7  | 12 | 36 | 37 | -1  |
|  | 10.  | Rende               | 38 | 30 | 10 | 8  | 12 | 35 | 37 | -2  |
|  | 11.  | Soriano             | 37 | 30 | 9  | 10 | 11 | 33 | 34 | -1  |
|  | 12.  | Gioiosa Jonica      | 37 | 30 | 9  | 10 | 11 | 36 | 39 | -3  |
|  | 13.  | Sersale             | 35 | 30 | 10 | 5  | 15 | 39 | 50 | -11 |
|  | 14.  | Bocale              | 29 | 30 | 7  | 8  | 15 | 24 | 31 | -7  |
|  | 15.  | Gallico Catona (-2) | 28 | 30 | 8  | 6  | 16 | 35 | 49 | -14 |
|  | 16.  | Acri                | 10 | 30 | 2  | 4  | 24 | 12 | 84 | -72 |

Legenda:
       Promosso in Serie D 2023-2024.
      Ammessa ai play-off nazionali.
 Ammessa ai play-off o ai play-out.
       Retrocesso in Promozione Calabria 2023-2024.
Regolamento:
Tre punti a vittoria, uno a pareggio, zero a sconfitta.
In caso di arrivo di due o più squadre a pari punti, la graduatoria verrà stilata secondo la classifica avulsa tra le squadre interessate che prevede, in ordine, i seguenti criteri:
- Punti negli scontri diretti
- Differenza reti negli scontri diretti
- Differenza reti generale
- Reti realizzate in generale
- Sorteggio

Note:
Il Gallico Catona ha scontato 2 punti di penalizzazione.

## Risultati

### Tabellone
|                    | Acr  | Boc  | Bra  | Gal  | Gio  | GJo  | Iso  | Mor  | Pao  | Pro  | Reg  | Ren  | Sca  | Ser  | Sor  | Sti  |
| ------------------ | ---- | ---- | ---- | ---- | ---- | ---- | ---- | ---- | ---- | ---- | ---- | ---- | ---- | ---- | ---- | ---- |
| Acri               | –––– | 0-0  | 0-0  | 1-1  | 0-4  | 1-3  | 0-3  | 1-3  | 0-4  | 0-2  | 1-6  | 0-3  | 0-2  | 0-2  | 0-2  | 1-1  |
| Bocale Calcio Admo | 4-0  | –––– | 0-2  | 0-2  | 0-1  | 0-1  | 0-3  | 0-2  | 0-1  | 0-0  | 0-1  | 0-0  | 0-1  | 2-0  | 2-0  | 1-0  |
| Brancaleone        | 2-0  | 0-0  | –––– | 2-1  | 0-0  | 0-0  | 2-1  | 3-2  | 2-0  | 0-0  | 2-0  | 3-2  | 3-0  | 2-1  | 1-0  | 0-0  |
| Gallico Catona     | 4-0  | 1-0  | 2-0  | –––– | 1-2  | 1-2  | 1-1  | 1-1  | 2-2  | 0-1  | 0-4  | 2-1  | 1-2  | 3-2  | 0-1  | 0-1  |
| Gioiese            | 2-0  | 3-1  | 3-1  | 4-2  | –––– | 2-0  | 2-1  | 2-1  | 4-1  | 0-1  | 0-2  | 0-0  | 1-0  | 1-0  | 5-3  | 0-0  |
| Gioiosa Jonica     | 6-0  | 0-0  | 0-1  | 1-0  | 0-1  | –––– | 3-1  | 0-0  | 2-2  | 1-1  | 1-1  | 2-2  | 1-2  | 3-1  | 0-3  | 1-2  |
| Isola Capo Rizzuto | 6-0  | 3-0  | 2-1  | 4-0  | 1-1  | 3-0  | –––– | 2-3  | 3-8  | 3-3  | 0-1  | 2-1  | 1-0  | 1-1  | 1-0  | 4-2  |
| Morrone Cosenza    | 0-1  | 2-0  | 1-2  | 1-0  | 0-1  | 2-4  | 2-1  | –––– | 1-0  | 1-2  | 3-2  | 0-4  | 0-0  | 2-2  | 1-1  | 2-0  |
| Paolana            | 3-0  | 1-0  | 0-1  | 3-1  | 0-3  | 2-2  | 1-0  | 0-1  | –––– | 0-2  | 5-0  | 3-0  | 1-2  | 3-1  | 2-2  | 0-3  |
| Promosport         | 6-1  | 1-1  | 2-1  | 5-4  | 1-2  | 0-1  | 2-0  | 2-2  | 3-1  | –––– | 1-0  | 0-0  | 5-1  | 2-0  | 2-0  | 2-0  |
| ReggioMediterranea | 3-0* | 3-4  | 3-3  | 0-0  | 0-2  | 3-0  | 4-1  | 0-1  | 1-2  | 1-1  | –––– | 1-1  | 2-0  | 6-1  | 3-0  | 4-1  |
| Rende              | 1-0  | 0-4  | 0-0  | 0-1  | 1-0  | 1-1  | 2-0  | 1-0  | 0-1  | 1-2  | 2-2  | –––– | 0-1  | 1-0  | 0-2  | 1-0  |
| Scalea             | 2-0  | 1-1  | 2-1  | 4-2  | 0-0  | 2-1  | 0-1  | 1-0  | 1-1  | 2-1  | 1-1  | 2-1  | –––– | 3-0  | 1-0  | 1-3  |
| Sersale            | 2-3  | 2-0  | 2-1  | 1-0  | 1-2  | 4-0  | 2-3  | 2-1  | 1-0  | 1-1  | 2-0  | 4-1  | 3-2  | –––– | 0-4  | 0-0  |
| Soriano            | 2-0  | 1-1  | 0-0  | 1-1  | 0-1  | 0-0  | 1-0  | 1-1  | 2-0  | 1-1  | 1-1  | 2-4  | 1-4  | 1-1  | –––– | 2-0  |
| StiloMonasterace   | 4-1  | 1-0  | 1-3  | 1-2  | 1-2  | 0-1  | 2-1  | 1-0  | 3-1  | 3-2  | 0-1  | 2-4  | 1-1  | 2-0  | 1-0  | –––– |

Note:
- Vittoria a tavolino alla Reggiomediterranea nei confronti dell'Acri, il quale ha impiegato un calciatore non regolarmente tesserato.

## Play-off

### Semifinale
|             | Risultati |        | Luogo e data               |
| ----------- | --------- | ------ | -------------------------- |
| Brancaleone | 0-2       | Scalea | Brancaleone, 7 maggio 2023 |

### Finale
|            | Risultati |        | Luogo e data                  |
| ---------- | --------- | ------ | ----------------------------- |
| Promosport | 3-0       | Scalea | Lamezia Terme, 14 maggio 2023 |

## Play-out

### Finale
|                | Risultati |                    | Luogo e data                  |
| -------------- | --------- | ------------------ | ----------------------------- |
| Gioiosa Jonica | 1-1 (dts) | Gallico Catona     | Gioiosa Jonica, 7 maggio 2023 |
| Sersale        | 0-1 (dts) | Bocale Calcio Admo | Sersale, 7 maggio 2023        |